# Святой Иануарий (линейный корабль, 1763)
«Святой Иануарий», «Святой Януарий» или «Иануарий» — парусный линейный корабль Балтийского флота Российской империи, один из кораблей типа «Слава России», участник Первой Архипелагской экспедиции во время русско-турецкой войны 1768—1774 годов, в том числе Хиосского сражения.

## Описание судна
Представитель серии парусных двухдечных линейных кораблей типа «Слава России», самой многочисленной и одной из самых удачных серий линейных кораблей Российского императорского флота. Корабли этой серии строились с 1733 по 1774 год на верфях Санкт-Петербурга и Архангельска и принимали участие во всех плаваниях и боевых действиях российского флота в период с 1734 по 1790 год. Всего в рамках серии было построено 58 линейных кораблей. Все корабли серии обладали высокими мореходными качествами, хорошей маневренностью и остойчивостью.
Водоизмещение корабля составляло 1200 тонн, длина по сведениям из различных источников от 46,5 до 47,4 метра, ширина от 12,3 до 12,65 метра, а осадка от 5,4 до 5,48 метра. Вооружение судна составляли 66 орудий, включавшие двадцатичетырёх-, двенадцати- и шестифунтовые пушки, а экипаж состоял из 600 человек. Скорость судна при свежем ветре могла достигать восьми узлов.
Корабль был назван в честь дня рождения императрицы Екатерины II, который отмечался в день Святого Иануария 21 апреля (2 мая).

## История службы
Линейный корабль «Святой Иануарий» был заложен на верфях Санкт-Петербургского адмиралтейства 30 июля (10 августа) 1762 года и после спуска на воду 20 (31) августа 1763 года вошёл в состав Балтийского флота России. Строительство вёл корабельный мастер в ранге подполковника П. Г. Качалов, пожалованный при спуске корабля рангом полковника.
В 1763 году был переведён из Санкт-Петербурга в Кронштадт. В 1764 году принимал участие в практическом плавании эскадры кораблей Балтийского флота в Финском заливе до острова Готланд. 2 (13) июля принимал участие в показательном сражении в заливе Рогервик, за сражением с берега наблюдала императрица Екатерина II. В 1766 году находился в составе эскадры контр-адмирала П. П. Андерсена в практическом плавании до Дагерорда, во время плавания командующий эскадрой держал на корабле свой флаг.

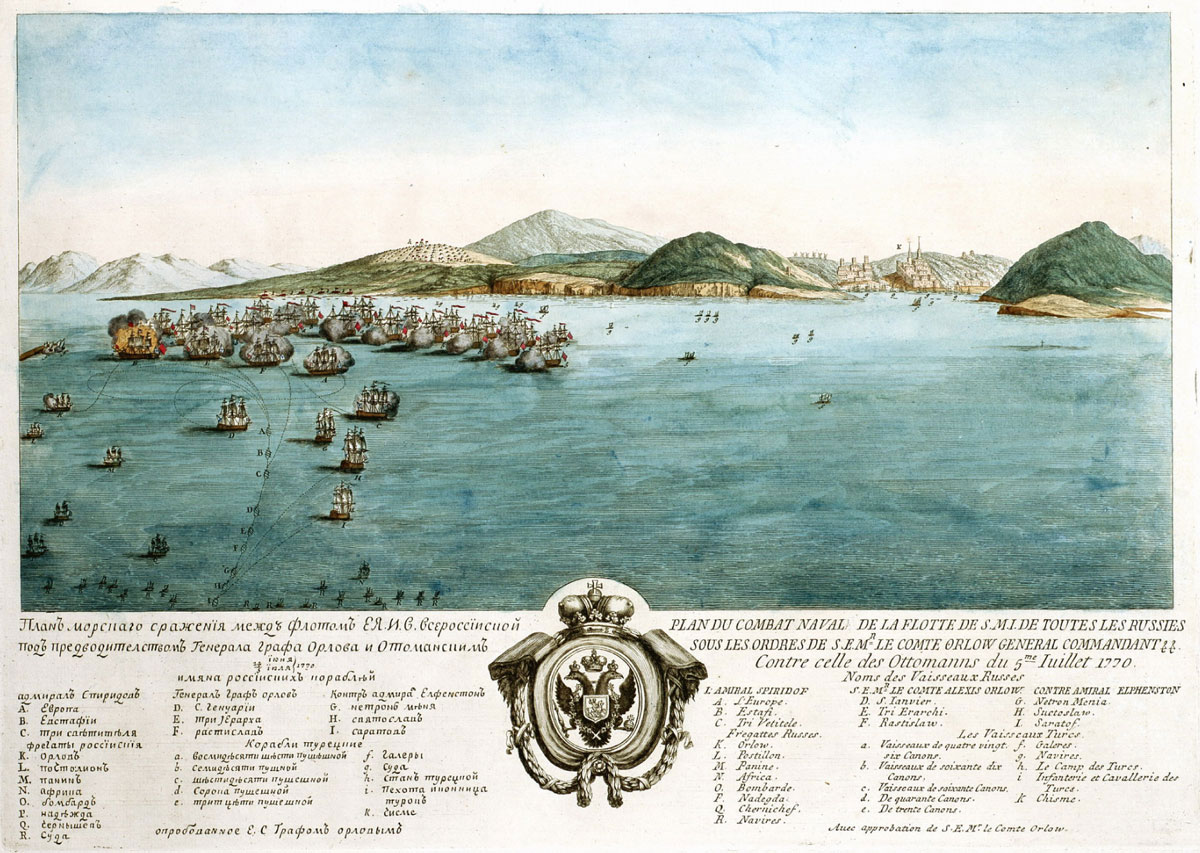
Рисованый план Хиосского сражения

Во время практического плавания 1767 года 11 (22) июля на корабле шквалом сломало все три стеньги и он был вынужден зайти на ремонт в Ревель. В 1768 году вновь принимал участие в практическом плавании эскадры кораблей Балтийского флота в Балтийском море от Кронштадта до острова Готланд.
Принимал участие в русско-турецкой войне 1768—1774 годов. В 1769 году был включён в состав Первой Архипелагской эскадры контр-адмирала Г. А. Спиридова, которая 26 июля (6 августа) вышла из Кронштадта и, пройдя по маршруту Копенгаген — Гулль — Ла-Манш — мыс Сент-Винсент — Гибралтар — Порт-Магон — Мальта, 18 февраля (1 марта) 1770 года пришла в Витуло. С 1 (12) по 3 (14) марта принимал участие в высадке десанта и обстреле крепости Корон. С 30 марта (10 апреля) по 10 (21) апреля находился во главе отряда, который вёл боевые действия в районе крепости Наварин, в том числе бомбардировку береговых укреплений и высадку десантов, а после капитуляции крепости вошёл в Наваринскую бухту, куда подошли и остальные корабли первой Архипелагской эскадры. 17 (27) мая эскадра вышла в Колокинвский залив и, соединившись 22 мая (2 июня) у острова Цериго со второй Архипелагской эскадрой, в составе объединённого флота ушла на поиск неприятельских судов. 24 июня (5 июля) 1770 года во время Хиосского сражения находился в составе кордебаталии. С июля по ноябрь того же года в находился в составе эскадры, крейсировавшей северной части Архипелага, в том числе 23 июля (3 августа) принимал участие в бомбардировке крепости Пелари на Лемносе, а 4 (15) декабря прибыл в Аузу.
С апреля 1771 года по февраль 1772 года входил в состав эскадры, находившейся в крейсерских плаваниях у Патмоса для блокады турецких берегов, а 23 февраля (5 марта) 1772 года вернулся в Аузу. 6 (17) июня 1773 года во главе отряда вышел в крейсерское плавание к берегам Мореи, однако 8 (19) августа из-за сильной течи был вынужден оставить отряд и вернуться в Аузу. В следующем 1774 году корабль встал на тимберовку, однако из-за нехватки мастеров и материалов эти работы не были завершены и в 1775 году «Святой Иануарий» был продан на дрова.

## Командиры корабля
Командирами линейного корабля «Святой Иануарий» в разное время служили:
- капитан 3-го ранга, а с 20 апреля (1 мая) 1764 года капитан 1-го ранга И. Т. Голенищев-Кутузов, меньшой (1763, 1764, 1766 и 1768 годы )[10];
- капитан 1-го ранга В. Ф. Лупандин (до 13 (24) июля 1767 года)[11];
- капитан 1-го ранга, а с 30 апреля (11 мая) 1772 года капитан бригадирского рага И. А. Борисов (1769—1773 годы)[12].

### Комментарии
1. ↑  Также в серию входили два корабля «Северный Орёл» 1735 и 1763 годов постройки, два корабля «Ревель» 1735 и 1756 годов постройки, два корабля «Ингерманланд» 1735 и 1752 годов постройки, два корабля «Святой Пётр» 1741 (до 6 (17) декабря 1741 года назвался «Иоанн») и 1760 годов постройки, два корабля «Полтава» 1743 и 1754 годов постройки, два корабля «Святой Александр Невский» 1749 и 1762 годов постройки, два корабля «Москва» 1750 и 1760 годов постройки, корабли «Слава России» (головной корабль серии), «Основание Благополучия», «Леферм», «Счастие» (до 6 (17) декабря 1741 года назвался «Генералиссимус Российский»), «Благополучие» (до 6 (17) декабря 1741 года назвался «Правительница Российская»), «Екатерина», «Фридемакер», «Лесное», «Архангел Рафаил», «Святая великомученица Варвара», «Святой Сергий», «Святой Иоанн Златоуст» (в 1751 году был переименован в «Святой Иоанн Златоуст второй» в связи с постройкой одноимённого 80-пушечного корабля), «Архангел Гавриил», «Архангел Уриил», «Наталия», «Астрахань», «Рафаил», «Святой Иаков», «Не тронь меня», «Евстафий Плакида», «Саратов», «Тверь», «Трёх Иерархов», «Трёх святителей», «Европа», «Всеволод», «Ростислав», «Святой Георгий Победоносец», «Граф Орлов», «Память Евстафия», «Победа», «Виктор», «Вячеслав», «Дмитрий Донской», «Мироносиц», «Святой князь Владимир», «Александр Невский», «Борис и Глеб», «Преслава», «Дерись», «Ингерманландия», «Спиридон» и один корабль без названия 1758 года постройки.
2. ↑  155 футов 6 дюймов.
3. ↑  41 фут 6 дюймов.
4. ↑  18 футов.